# 대한민국 내무부
내무부(內務部, Ministry of Home Affairs)는 지방 행정·지방 재정·지역 경제·지방세·선거·지방 자치 단체의 감독·민방위·재난 관리 및 소방·국가 치안에 관한 사무를 관장하는 대한민국의 옛 중앙행정기관이다. 1948년 8월 15일 정부 수립과 동시에 발족하였으며 1998년 2월 28일 총무처와 통합하여 행정자치부로 개편되면서 폐지되었다.

## 설치 근거 및 소관 업무
- 정부조직법 [법률 제1호, 1948.07.17 제정] 제14조 및 제15조[1]
- 내무부직제 [대통령령 제18호, 1948.11.04 제정] 제1조[2]

## 연혁
- 1948년 7월 17일 - 내무부를 신설.
- 1948년 11월 4일 - 외국으로 치안국을 설치.
- 1973년 3월 3일 - 산림청을 농림부에서 옮김.
- 1974년 12월 24일 - 치안국을 치안본부로 개편.
- 1978년 8월 9일 - 외국으로 해양경찰대를 설치.
- 1987년 1월 1일 - 산림청을 농림수산부로 옮김.
- 1991년 8월 1일 - 치안본부를 폐지하고 외청으로 경찰청을 설치. 해양경찰대를 경찰청으로 옮김.
- 1996년 8월 8일 - 해양경찰대를 해양수산부로 옮김.
- 1998년 2월 28일 - 총무처와 통합해 행정자치부를 신설.

## 조직
| - 감사관 ( 1977.09 ~ 1998.02 ) - 감사관 ( 1948.11 ~ 1950.03 ) - 감사관(감사담당)실 ( 1981.11 ~ 1998.02 ) - 감사관(조사담당)실 ( 1981.11 ~ 1998.02 ) - 건설국 ( 1948.11 ~ 1955.02 ) - 경리과 ( 1950.04 ~ 1955.02 ) - 경찰대학 ( 1972.02 ~ 1991.07 ) - 경찰병원 ( 1950.12 ~ 1991.07 ) - 경찰서 ( 1952.08 ~ 1991.07 ) - 경찰위원회 ( 1991.07 ~ 1998.12 ) - 경찰전문학교 ( 1949.09 ~ 1972.02 ) - 경찰종합학교 ( 1984.01 ~ 1991.07 ) | - 공보관 ( 1973.03 ~ 1998.02 ) - 공보담당관 ( 1970.03 ~ 1973.03 ) - 국립건설연구소 ( 1961.02 ~ 1961.10 ) - 국립과학수사연구소 ( 1955.03 ~ 1998.02 ) - 국립방재연구소 ( 1997.05 ~ 1998.02 ) - 국립토목시험소 ( 1956.01 ~ 1961.02 ) - 기획관리실 ( 1963.12 ~ 1998.02 ) - 민방위본부 ( 1975.08 ~ 1995.10 ) - 민방위재난통제본부 ( 1995.10 ~ 1998.02 ) - 민원담당관 ( 1970.03 ~ 1975.08 ) - 부산지방건설국 ( 1949.06 ~ 1961.10 ) - 비상계획관 ( 1973.03 ~ 1998.02 ) | - 비상계획관(비상계획담당서기관)실 ( 1979.09 ~ 1998.02 ) - 비상계획담당관 ( 1970.03 ~ 1973.03 ) - 비서실 ( 1948.11 ~ 1950.03 ) - 서울지방건설국 ( 1949.06 ~ 1961.10 ) - 소방학교 ( 1978.07 ~ 1995.05 ) - 이리지방건설국 ( 1949.06 ~ 1961.10 ) - 이북5도 ( 1962.01 ~ 1998.02 ) - 이북5도 ( 1991.02 ~ 1998.02 ) - 중앙119구조대 ( 1997.05 ~ 1998.02 ) - 중앙경찰학교 ( 1987.09 ~ 1991.07 ) - 중앙민방위학교 ( 1987.01 ~ 1994.04 ) | - 중앙소방학교 ( 1995.05 ~ 1998.02 ) - 지방개발국 ( 1978.02 ~ 1981.11 ) - 지방개발국 ( 1984.01 ~ 1988.12 ) - 지방국 ( 1948.11 ~ 1978.02 ) - 지방기획국 ( 1992.10 ~ 1994.12 ) - 지방세심의관 ( 1989.09 ~ 1994.04 ) - 지방세심의관(지방세심의담당)실 ( 1989.09 ~ 1994.04 ) - 지방세제국 ( 1988.12 ~ 1998.02 ) - 지방재정경제국 ( 1994.12 ~ 1998.02 ) - 지방재정국 ( 1977.06 ~ 1994.12 ) - 지방행정국 ( 1978.02 ~ 1998.02 ) - 지방행정연수원 ( 1965.09 ~ 1998.02 ) | - 지방행정연수원 연구발전부 ( 1978.07 ~ 1987.04 ) - 지역경제국 ( 1991.04 ~ 1994.12 ) - 지역경제담당관 ( 1987.04 ~ 1991.04 ) - 지역경제담당관(지역경제담당)실 ( 1988.12 ~ 1991.04 ) - 지역경제담당관(지역정책담당)실 ( 1988.12 ~ 1991.04 ) - 총무과 ( 1950.04 ~ 1998.02 ) - 치안국 ( 1948.11 ~ 1974.12 ) - 치안본부 ( 1974.12 ~ 1991.07 ) - 토목국 ( 1955.02 ~ 1961.10 ) - 통계국 ( 1955.02 ~ 1961.07 ) - 해양경찰대 ( 1962.05 ~ 1991.07 ) |

### 외청
- 경찰청

## 역대 장·차관, 차관보

### 내무부 장관
| 정부        | 대수           | 이름                                | 임기                                | 출신지                     | 출신학교 | 비고 |
| ----------- | -------------- | ----------------------------------- | ----------------------------------- | -------------------------- | --- | --- |
| 제 1 공화국 | 초대           | 윤치영(尹致暎)                      | 1948년 7월 27일 ~ 1948년 12월 24일  | 한성 (현 서울)             | 일본 와세다대 | 서울특별시장&제헌·2·3·6·7대 국회의원&민주공화당 의장&국회부의장                                                                  |
| 제 1 공화국 | 2대            | 신성모(申性模)                      | 1948년 12월 24일 ~ 1949년 3월 20일  | 경남 의령                  | 고려대 | 한국해양대 학장&국방부 장관 |
| 제 1 공화국 | 3대            | 김효석(金孝錫)                      | 1949년 3월 21일 ~ 1950년 2월 7일    | 경남 합천                  | 일본 메이지대 | 내무부 차관&제헌 국회의원&헌법기초위원회 위원&반민족행위특별조사위원회 위원                                                      |
| 제 1 공화국 | 4대            | 백성욱(白性郁)                      | 1950년 2월 7일 ~ 1950년 7월         | 한성 (현 서울)             | 독일 뷔르츠부르크대 | 동국대 총장 |
| 제 1 공화국 | 5대            | 조병옥(趙炳玉)                      | 1950년 7월 ~ 1951년 4월 24일        | 충남 천안                  | 미국 와이오밍대 | 경무부장&제3·4대 국회의원&민주당 최고위원                                                                                        |
| 제 1 공화국 | 서리           | 장택상(張澤相)                      | 1951년 4월 25일 ~ 1951년 5월 13일   | 경북 칠곡                  | 영국 에든버러대 | 수도경찰청장&외무부 장관&국무총리&제2·3·4·5대 국회의원&신민당 고문&국회부의장&주 영국 대사                                       |
| 제 1 공화국 | 6대            | 이순용(李淳鎔)                      | 1951년 5월 14일 ~ 1952년 1월 12일   | 한성 (현 서울)             | | 체신부 장관 |
| 제 1 공화국 | 서리           | 장석윤(張錫潤)                      | 1952년 1월 12일 ~ 1952년 1월 17일   | 강원 횡성                  | 미국 밴터빌트대 | 내무부 치안국장&내무부 차관&제3·4대 국회의원                                                                                     |
| 제 1 공화국 | 7대            | 장석윤(張錫潤)                      | 1952년 1월 18일 ~ 1952년 5월 24일   | 강원 횡성                  | 미국 밴터빌트대 | 내무부 치안국장&내무부 차관&제3·4대 국회의원                                                                                     |
| 제 1 공화국 | 8대            | 이범석(李範奭)                      | 1952년 5월 24일 ~ 1952년 7월 22일   | 한성 (현 서울 종로)        | 서울대 | 국방부 장관&국무총리&제5대 국회의원&주 중국 대사                                                                                 |
| 제 1 공화국 | 9대            | 김태선(金泰善)                      | 1952년 7월 24일 ~ 1952년 8월 29일   | 함남 고원                  | 미국 일리노이 웨슬리앤대 | 수도경찰청장&서울특별시장&내무부 치안국장                                                                                        |
| 제 1 공화국 | 10대           | 진헌식(陳憲植)                      | 1952년 8월 29일 ~ 1953년 9월 19일   | 충남 연기 (현 세종)        | 일본 주오대 | 제헌 국회의원 |
| 제 1 공화국 | 서리           | 황호현(黃虎鉉)                      | 1953년 9월 19일 ~ 1953년 9월 20일   | 강원 평창                  | 부석고교 | 내무부 차관&제헌·4·6대 국회의원                                                                                                  |
| 제 1 공화국 | 11대           | 백한성(白漢成)                      | 1953년 9월 20일 ~ 1955년 4월 23일   | 충남 공주 (현 대전 대덕)   | 서울대 | 법무부 차관 |
| 제 1 공화국 | 12대           | 김형근(金亨根)                      | 1955년 4월 23일 ~ 1956년 5월 21일   | 경기 경성 (현 서울)        | 일본 와세다대 | 내무부 차관&헌법위원회 위원&서울신문 사장                                                                                        |
| 제 1 공화국 | 13대           | 이익흥(李益興)                      | 1956년 5월 21일 ~ 1957년 2월 4일    | 평북 선천                  | 일본 규슈대 | 경기·경남지방경찰청장&경기도지사&내무부 치안국장&제4대 국회의원                                                                  |
| 제 1 공화국 | 14대           | 장경근(張璟根)                      | 1957년 2월 4일 ~ 1957년 9월 26일    | 평북 용천                  | 일본 도쿄대 | 내무부 차관보&국방부 차관&내무부 차관&제3·4대 국회의원                                                                           |
| 제 1 공화국 | 15대           | 이근직(李根直)                      | 1957년 9월 26일 ~ 1958년 6월 17일   | 경북 김천                  | 일본 홍릉대 | 농림부 장관 |
| 제 1 공화국 | 16대           | 민병기(閔丙祺)                      | 1958년 6월 17일 ~ 1958년 8월 27일   | 경기 경성 (현 서울)        | 서울대 | 인천대 학장&전라남도지사&충청남도지사&제6·9대 국회의원&주 프랑스 대사                                                            |
| 제 1 공화국 | 17대           | 김일환(金一煥)                      | 1958년 8월 27일 ~ 1959년 3월 20일   | 강원 철원                  | 중국 군경리학교 | 국방부 차관&상공부 장관&교통부 장관&국제관광공사 총재&한국전력공사 사장&재향군인회장                                             |
| 제 1 공화국 | 18대           | 최인규(崔仁圭)                      | 1959년 3월 20일 ~ 1960년 3월 23일   | 경기 광주                  | 서울대 | 외자청장&교통부 장관&제4대 국회의원                                                                                              |
| 제 1 공화국 | 19대           | 홍진기(洪璡基)                      | 1960년 3월 23일 ~ 1960년 4월 24일   | 경기 경성 (현 서울)        | 서울대 | 해무청장&법무부 차관&법무부 장관&중앙일보 사장&동양방송 사장                                                                     |
| 제 1 공화국 | 20대           | 이호(李澔)                          | 1960년 4월 25일 ~ 1960년 8월 19일   | 경북 영천                  | 일본 도쿄대 | 내무부 치안국장&국방부 차관&법무부 장관&국가보위입법회의 의장&국정자문위원회 위원&주 일본 대사&대한적십자사 총재                 |
| 제 2 공화국 | 21대           | 홍익표(洪翼杓)                      | 1960년 8월 23일 ~ 1960년 9월 12일   | 경기 가평                  | 서울대 | 헌법기초위원회 위원&제헌·2·4·5·6·8대 국회의원&국회 운영위원회 위원장                                                             |
| 제 2 공화국 | 22대           | 이상철(李相喆)                      | 1960년 9월 12일 ~ 1960년 10월 13일  | 충남 청양                  | 일본 메이지대 | 체신부 장관&제2·5·6대 국회의원&신민당 고문&국회 운영위원회 위원장&국회부의장                                                     |
| 제 2 공화국 | 23대           | 현석호(玄錫虎)                      | 1960년 10월 13일 ~ 1960년 11월 20일 | 경북 예천                  | 서울대 | 국방부 장관&제3·5대 국회의원&가톨릭교리연구소장                                                                                  |
| 제 2 공화국 | 24대           | 신현돈(申鉉燉)                      | 1960년 11월 20일 ~ 1961년 5월 3일   | 경북 안동                  | 서울대 | 전라북도지사&경상북도지사&무임소 장관&보건사회부 장관&제헌·5대 국회의원                                                          |
| 제 2 공화국 | 25대           | 조재천(曺在千)                      | 1961년 5월 3일 ~ 1961년 5월 18일    | 전남 광양                  | 대구교대 일본 주오대 | 경상북도지사&법무부 장관&제3·4·5·6대 국회의원                                                                                    |
| 제 2 공화국 | 26대           | 한신(韓信)                          | 1961년 5월 ~ 1962년 10월 15일       | 함남 영흥                  | 일본 주오대&육사 | 육군참모차장&합동참모의장&감사원장                                                                                               |
| 제 2 공화국 | 27대           | 박경원(朴璟遠)                      | 1962년 10월 15일 ~ 1963년 11월 23일 | 전남 영광                  | 육사&단국대 | 교통부 장관&체신부 장관&제10대 국회의원&대한석탄공사 총재&5·16장학회 이사                                                        |
| 제 2 공화국 | 권한 대행      | 이계순(李啓純)                      | 1963년 11월 23일 ~ 1963년 12월 17일 | 경남 밀양                  | 진주교대 | 경상남도지사&내무부 지방국장&내무부 차관&농림부 장관                                                                             |
| 제 3 공화국 | 28대           | 엄민영(嚴敏永)                      | 1963년 12월 17일 ~ 1964년 5월 11일  | 경북 경산                  | 일본 규슈대 | 서울대 교수&제5대 국회의원&주 일본 대사                                                                                          |
| 제 3 공화국 | 29대           | 양찬우(楊燦宇)                      | 1964년 5월 11일 ~ 1966년 4월 15일   | 경남 동래 (현 부산 동래)   | 육사&경희대 | 경상남도지사&내무부 차관&제7·8·9·10대 국회의원                                                                                   |
| 제 3 공화국 | 30대           | 엄민영(嚴敏永)                      | 1966년 4월 15일 ~ 1967년 6월 28일   | 경북 경산                  | 일본 규슈대 | 서울대 교수&제5대 국회의원&주 일본 대사                                                                                          |
| 제 3 공화국 | 31대           | 이호(李澔)                          | 1967년 6월 28일 ~ 1968년 5월 21일   | 경북 영천                  | 일본 도쿄대 | 내무부 치안국장&국방부 차관&법무부 장관&국가보위입법회의 의장&국정자문위원회 위원&주 일본 대사&대한적십자사 총재                 |
| 제 3 공화국 | 32대           | 박경원(朴璟遠)                      | 1968년 5월 21일 ~ 1971년 6월 3일    | 전남 영광                  | 육사&단국대 | 교통부 장관&체신부 장관&제10대 국회의원&대한석탄공사 총재&5·16장학회 이사                                                        |
| 제 3 공화국 | 33대           | 오치성(吳致成)                      | 1971년 6월 3일 ~ 1971년 10월 7일    | 황해 신천                  | 단국대 | 무임소 장관&제6·7·8·10대 국회의원                                                                                                |
| 제 3 공화국 | 34대           | 김현옥(金玄玉)                      | 1971년 10월 7일 ~ 1973년 12월 3일   | 경남 진주                  | 육사 | 부산직할시장&서울특별시장 |
| 제 4 공화국 | 34대           | 김현옥(金玄玉)                      | 1971년 10월 7일 ~ 1973년 12월 3일   | 경남 진주                  | 육사 | 부산직할시장&서울특별시장 |
| 35대        | 홍성철(洪性澈) | 1973년 12월 3일 ~ 1974년 8월 20일   | 황해 은율                           | 서울대                     | 대통령비서실 정무수석비서관&대통령비서실장&국무총리비서실장 국토통일원 장관&보건사회부 장관&민주평화통일자문회의 수석부의장&민족통일중앙협의회 의장 | |
| 36대        | 박경원(朴璟遠) | 1974년 8월 20일 ~ 1975년 12월 19일  | 전남 영광                           | 육사&단국대                | 교통부 장관&체신부 장관&제10대 국회의원&대한석탄공사 총재&5·16장학회 이사                                                                           | |
| 37대        | 김치열(金致烈) | 1975년 12월 19일 ~ 1978년 12월 22일 | 경북 달성 (현 대구 달성)            | 일본 주오대                | 검찰총장&중앙정보부 차장&법무부 장관 | |
| 38대        | 구자춘(具滋春) | 1978년 12월 22일 ~ 1979년 12월 14일 | 경북 달성 (현 대구 달성)            | 대구교대                   | 경찰전문학교 교장&제주도지사&서울특별시장&수산청장&제13·14대 국회의원                                                                               | |
| 39대        | 김종환(金鍾煥) | 1979년 12월 14일 ~ 1980년 9월 2일   | 경기 화성                           | 육사                       | 합동참모의장&재향군인회장 | |
| 40대        | 서정화(徐廷和) | 1980년 9월 2일 ~ 1982년 4월 28일    | 경남 충무 (현 경남 통영)            | 서울대                     | 충청남도지사&내무부 기획관리실장&내무부 차관 중앙정보부 차장&제12·13·14·15·16대 국회의원&국회 내무위원회 위원장&지방행정연수원장                    | |
| 40대        | 서정화(徐廷和) | 1980년 9월 2일 ~ 1982년 4월 28일    | 경남 충무 (현 경남 통영)            | 서울대                     | 충청남도지사&내무부 기획관리실장&내무부 차관 중앙정보부 차장&제12·13·14·15·16대 국회의원&국회 내무위원회 위원장&지방행정연수원장                    | 제 5 공화국(전두환 정부) |
| 41대        | 노태우(盧泰愚) | 1982년 4월 28일 ~ 1983년 7월 6일    | 경북 대구 (현 대구 동구)            | 육사                       | 제13대 대통령&제2정무장관&체육부 장관 국가보위입법위원회 비상대책위원회 상임위원&제12대 국회의원&민주정의당 총재&민주자유당 총재                    | |
| 42대        | 주영복(周永福) | 1983년 7월 6일 ~ 1985년 2월 18일    | 경남 함안                           | 공사&단국대                | 공사 교장&공군참모차장&공군참모총장&국방부 장관 | |
| 43대        | 정석모(鄭石謨) | 1985년 2월 18일 ~ 1986년 8월 26일   | 충남 공주                           | 서울대                     | 강원도지사&충청남도지사&내무부 치안국장&내무부 차관&제10·11·12·13·14·15대 국회의원&민주정의당 정책위원회 의장                                       | |
| 44대        | 김종호(金宗鎬) | 1986년 8월 26일 ~ 1987년 1월 21일   | 충북 괴산                           | 서울대                     | 충청북도지사&내무부 차관&제2무임소 장관&제11·12·13·14·15·16대 국회의원&민주자유당 정책위원회 의장&국회 부의장                                       | |
| 45대        | 정호용(鄭鎬溶) | 1987년 1월 21일 ~ 1987년 5월 26일   | 경북 대구 (현 경북과 분리)          | 육사                       | 육군참모총장&국방부 장관&제13·14대 국회의원 | |
| 46대        | 고건(高建)     | 1987년 5월 26일 ~ 1987년 7월 14일   | 경기 경성 (현 서울)                 | 서울대                     | 전라남도지사&서울특별시장&대통령비서실 정무제2수석비서관 교통부 장관&농수산부 장관&국무총리&대통령 권한대행&제12대 국회의원                         | |
| 47대        | 정관용(鄭寬溶) | 1987년 7월 14일 ~ 1987년 9월 14일   | 경기 경성 (현 서울)                 | 동국대                     | 총무처 인사국장·총무국장·행정관리국장&총무처 장관                                                                                                   | |
| 48대        | 이상희(李相熙) | 1987년 9월 14일 ~ 1988년 2월 24일   | 경북 성주                           | 고려대                     | 대구직할시장&경상북도지사&산림청장&내무부 재정국장·행정국장·기획관리실장&내무부 차관&건설부 장관                                                    | |
| 노태우 정부 | 이상희(李相熙) | 49대                                | 경북 성주                           | 고려대                     | 대구직할시장&경상북도지사&산림청장&내무부 재정국장·행정국장·기획관리실장&내무부 차관&건설부 장관                                                    | 1988년 2월 25일 ~ 1988년 5월 7일                                                                                                 |
| 노태우 정부 | 50대           | 이춘구(李春九)                      | 1988년 5월 7일 ~ 1988년 12월 5일    | 충북 청원                  | 육사 | 내무부 차관&사회정화위원회 위원장&제11·12·13·14대 국회의원&민주자유당 최고위원&신한국당 대표 최고위원                            |
| 노태우 정부 | 51대           | 이한동(李漢東)                      | 1988년 12월 5일 ~ 1989년 7월 19일   | 경기 포천                  | 서울대 | 국무총리&제11·12·13·14·15·16대 국회의원&자유민주연합 총재&한나라당 총재&국회 부의장                                              |
| 노태우 정부 | 52대           | 김태호(金泰鎬)                      | 1989년 7월 19일 ~ 1990년 3월 17일   | 경남 울산 (현 경남과 분리) | 서울대 | 인천직할시장&경기도지사&내무부 지방행정차관보&제12·13·15·16대 국회의원                                                           |
| 노태우 정부 | 53대           | 안응모(安應模)                      | 1990년 3월 17일 ~ 1991년 4월 27일   | 황해 벽성                  | 단국대 | 충청남도지사&대통령비서실 정무제2수석비서관 조달청장&내무부 해양경찰대장·치안본부장&국가안전기획부 제1·2차장&한국자유총연맹 총재 |
| 노태우 정부 | 54대           | 이상연(李相淵)                      | 1991년 4월 29일 ~ 1992년 3월 30일   | 경북 대구 (현 경북과 분리) | 경북대 | 서울특별시 부시장&대구직할시장&대통령비서실 민정수석비서관&국가안전기획부장&국가보훈처장                                         |
| 노태우 정부 | 55대           | 이동호(李同浩)                      | 1992년 3월 30일 ~ 1992년 10월 9일   | 충북 영동                  | 고려대 | 충청북도지사&관세청장&재무부 차관&한국산업은행 총재                                                                              |
| 노태우 정부 | 56대           | 백광현(白光鉉)                      | 1992년 10월 9일 ~ 1993년 2월 26일   | 충북 단양                  | 연세대 | 대구고등검찰청 검사장&법무연수원장                                                                                               |
| 김영삼정부  | 57대           | 이해구(李海龜)                      | 1993년 2월 26일 ~ 1993년 12월 21일  | 경기 안성                  | 고려대 | 경기도지사&내무부 치안본부장&제13·14·15·16대 국회의원                                                                            |
| 김영삼정부  | 58대           | 최형우(崔炯佑)                      | 1993년 12월 21일 ~ 1994년 12월 23일 | 경남 울주 (현 울산 울주)   | 동국대 | 제2무임소 장관&제8·9·10·13·14·15대 국회의원&통일민주당 원내총무&국회 동력자원위원회 위원장                                       |
| 김영삼정부  | 59대           | 김용태(金瑢泰)                      | 1994년 12월 23일 ~ 1995년 12월 20일 | 경북 안동                  | 서울대 | 대통령비서실장&제11·12·13·14대 국회의원                                                                                          |
| 김영삼정부  | 60대           | 김우석(金佑錫)                      | 1995년 12월 20일 ~ 1997년 2월 13일  | 경남 창원                  | 동아대 | 건설부 장관&제13대 국회의원&토지개발공사 사장                                                                                    |
| 김영삼정부  | 61대           | 서정화(徐廷和)                      | 1997년 2월 13일 ~ 1997년 3월 5일    | 경남 통영                  | 서울대 | 충청남도지사&내무부 기획관리실장&내무부 차관 중앙정보부 차장&제12·13·14·15·16대 국회의원&국회 내무위원회 위원장&지방행정연수원장 |
| 김영삼정부  | 62대           | 강운태(姜雲太)                      | 1997년 3월 5일 ~ 1997년 8월 5일     | 전남 화순                  | 서울대 | 광주광역시장&대통령비서실 행정비서관&내무부 기획관리실장&농림수산부 장관&제16·18대국회의원                                       |
| 김영삼정부  | 63대           | 조해녕(曺海寧)                      | 1997년 8월 5일 ~ 1998년 3월 3일     | 경북 경산                  | 서울대 | 대구광역시장&대통령비서실 행정비서관&내무부 지방행정국장·기획관리실장&총무처 장관                                                |

### 내무부 차관
| 정부        | 대수           | 이름                              | 임기                                | 출신지                     | 출신학교 | 비고 |
| ----------- | -------------- | --------------------------------- | ----------------------------------- | -------------------------- | --- | --- |
| 제 1 공화국 | 초대           | 황희찬(黃熙贊)                    | 1948년 8월 10일 ~ 1949년 1월 5일    | 평북 선천                  | 미국 휴론대&미국 뉴욕대 | |
| 제 1 공화국 | 2대            | 김효석(金孝錫)                    | 1949년 1월 5일 ~ 1949년 3월 21일    | 경남 합천                  | 일본 메이지대 | 내무부 장관&제헌 국회의원&헌법기초위원회 위원&반민족행위특별조사위원회 위원                                                                                |
| 제 1 공화국 | 3대            | 장경근(張璟根)                    | 1949년 4월 4일 ~ 1950년 3월 26일    | 평북 용천                  | 일본 도쿄대 | 내무부 차관보&국방부 차관&내무부 장관&제3·4대 국회의원 |
| 제 1 공화국 | 4대            | 김갑수(金甲洙)                    | 1950년 3월 26일 ~ 1950년 9월 12일   | 경기 안성                  | 서울대 | 서울대 교수&법무부 차관&제5대 국회의원&대법원 대법관 |
| 제 1 공화국 | 5대            | 홍헌표(洪憲杓)                    | 1950년 9월 12일 ~ 1951년 6월 20일   | 한성 (현 서울)             | 서울대 | 체신부 장관 |
| 제 1 공화국 | 6대            | 홍범희(洪範熹)                    | 1951년 6월 20일 ~ 1951년 11월 20일  | 강원 원주                  | 고려대 일본 주오대 | 제헌·4대 국회의원 |
| 제 1 공화국 | 7대            | 장석윤(張錫潤)                    | 1951년 11월 20일 ~ 1952년 1월 17일  | 강원 횡성                  | 미국 밴터빌트대 | 내무부 치안국장&내무부 장관&제3·4대 국회의원 |
| 제 1 공화국 | 8대            | 이병호(李丙虎)                    | 1952년 4월 30일 ~ 1952년 5월 24일   | 황해 금천                  | 일본 교토대 | 상공부 차관&상공부 장관 |
| 제 1 공화국 | 9대            | 홍범희(洪範熹)                    | 1952년 5월 24일 ~ 1952년 7월 30일   | 강원 원주                  | 고려대 | 제헌·4대 국회의원 |
| 제 1 공화국 | 10대           | 황호현(黃虎鉉)                    | 1952년 9월 7일 ~ 1953년 9월 30일    | 강원 평창                  | 부석고교 | 제헌·4·6대 국회의원 |
| 제 1 공화국 | 11대           | 한희석(韓熙錫)                    | 1953년 9월 30일 ~ 1954년 2월 10일   | 충남 천안                  | 충남대 | 제3·4대 국회의원&국회 부의장 |
| 제 1 공화국 | 12대           | 김형근(金亨根)                    | 1954년 2월 15일 ~ 1955년 4월 23일   | 경기 경성 (현 서울)        | 일본 와세다대 | 내무부 장관&헌법위원회 위원&서울신문 사장 |
| 제 1 공화국 | 13대           | 정운갑(鄭雲甲)                    | 1955년 4월 23일 ~ 1955년 11월 17일  | 충북 진천                  | 서울대 | 총무처장&농림부 장관&제4·7·8·9·10대 국회의원&신민당 정무위원&신민당 정책심의위원회 의장                                                                    |
| 제 1 공화국 | 14대           | 김원태(金元泰)                    | 1955년 11월 17일 ~ 1957년 2월 14일  | 충북 괴산                  | 서울대 | 농림부 차관&제4·8·9대 국회의원&국회 내무위원회 위원장&대한유도회장                                                                                         |
| 제 1 공화국 | 15대           | 이상룡(李相龍)                    | 1957년 2월 14일 ~ 1957년 10월 18일  | 경기 용인                  | 서울대 | 경상남도지사&제4대 국회의원 |
| 제 1 공화국 | 16대           | 우만형(禹萬亨)                    | 1957년 10월 18일 ~ 1958년 9월 1일   | 경기 개성                  | 일본 와세다대 | |
| 제 1 공화국 | 17대           | 김장섭(金長涉)                    | 1958년 9월 1일 ~ 1959년 3월 25일    | 경북 영일 (현 경북 포항)   | 일본 메이지대 | 농림부 차관&제4·5·6·7대 국회의원&국회 법제사법위원회 위원장                                                                                                |
| 제 1 공화국 | 18대           | 이성우(李成雨)                    | 1959년 3월 25일 ~ 1960년 3월 29일   | 충남                       | 일본 주오대 | 내무부 치안국장 |
| 제 1 공화국 | 19대           | 이동환(李東煥)                    | 1960년 3월 29일 ~ 1960년 8월 26일   | 함남 단천                  | 일본 히토쓰바시 대 | 주 오스트레일리아 대사 |
| 제 2 공화국 | 20대           | 윤명운(尹明運)                    | 1960년 8월 26일 ~ 1960년 9월 12일   | 황해 평산                  | 경찰전문학교 | 제4·5대 국회의원 |
| 제 2 공화국 | 20대           | 이상규(李相圭)                    | 1960년 8월 29일 ~ 1961년 5월 3일    | 경남                       | 일본 주오대 | |
| 제 2 공화국 | 21대           | 김영구(金永求)                    | 1960년 9월 12일 ~ 1961년 5월        | 경기 경성 (현 서울)        | 일본 도쿄대 | 제5대 국회의원 |
| 제 2 공화국 | 21대           | 김원만(金元萬)                    | 1961년 5월 3일 ~ 1961년 5월 18일    | 경기 경성 (현 서울)        | 일본 도요대 | 제4·5·7·8·9대 국회의원&신민당 고문&한국정치문제연구회 이사장&대한민국헌정회장                                                                              |
| 제 2 공화국 | 서리           | 이계순(李啓純)                    | 1961년 5월 18일 ~ 1961년 9월 17일   | 경남 밀양                  | 경상대 | 경상남도지사&내무부 지방국장&농림부 장관 |
| 제 2 공화국 | 22대           | 이계순(李啓純)                    | 1961년 9월 18일 ~ 1963년 12월 19일  | 경남 밀양                  | 경상대 | 경상남도지사&내무부 지방국장&농림부 장관 |
| 제 3 공화국 | 23대           | 양찬우(楊燦宇)                    | 1963년 12월 19일 ~ 1964년 5월 18일  | 경남 동래 (현 부산 동래)   | 육사&경희대 | 경상남도지사&내무부 장관&제7·8·9·10대 국회의원 |
| 제 3 공화국 | 24대           | 김득황(金得榥)                    | 1964년 5월 18일 ~ 1966년 12월 28일  | 평북 의주                  | 일본 니혼대 | 한국해외개발공사 사장&대한지방행정협회장&대한사상연구소장                                                                                                  |
| 제 3 공화국 | 25대           | 이양호(李養浩)                    | 1966년 12월 28일 ~ 1968년 2월 22일  | 전북 전주                  | 수원 농생명과학고교 | 농협중앙회 이사 |
| 제 3 공화국 | 26대           | 김상복(金相福)                    | 1968년 2월 22일 ~ 1969년 4월 12일   | 경기 경성 (현 서울)        | 중국 펑톈의과대학 | 육군참모차장&대통령비서실 정무수석비서관 |
| 제 3 공화국 | 27대           | 박영수(朴英秀)                    | 1969년 4월 12일 ~ 1971년 6월 11일   | 경남 사천                  | 육사 | 부산직할시장&서울특별시장&대통령비서실 정무비서관&대통령비서실장&내무부 치안국장&대한무역투자진흥공사 사장                                                 |
| 제 3 공화국 | 28대           | 정성관(鄭成觀)                    | 1971년 6월 11일 ~ 1971년 12월 13일  | 황해 송화                  | 서울대 | 무임소 장관 보좌관&한국일보 정치부장 |
| 제 3 공화국 | 29대           | 정상천(鄭相千)                    | 1971년 12월 13일 ~ 1973년 12월 8일  | 경남 부산 (현 경남과 분리) | 부산대 | 서울특별시장&강원도지사&내무부 치안국장&해양수산부 장관&제14·15대 국회의원                                                                                 |
| 제 4 공화국 | 29대           | 정상천(鄭相千)                    | 1971년 12월 13일 ~ 1973년 12월 8일  | 경남 부산 (현 경남과 분리) | 부산대 | 서울특별시장&강원도지사&내무부 치안국장&해양수산부 장관&제14·15대 국회의원                                                                                 |
| 30대        | 정석모(鄭石謨) | 1973년 12월 8일 ~ 1976년 1월 12일 | 충남 공주                           | 서울대                     | 강원도지사&충청남도지사&내무부 치안국장&내무부 장관&제10·11·12·13·14·15대 국회의원&민주정의당 정책위원회 의장                    | |
| 31대        | 서정화(徐廷和) | 1976년 1월 12일 ~ 1980년 4월 28일 | 경남 충무 (현 경남 통영)            | 서울대                     | 충청남도지사&내무부 기획관리실장&중앙정보부 차장 내무부 장관&제12·13·14·15·16대 국회의원&국회 내무위원회 위원장&지방행정연수원장 | |
| 32대        | 손수익(孫守益) | 1980년 4월 28일 ~ 1980년 9월 9일  | 전남 장흥                           | 서울대                     | 충청남도지사&경기도지사&행정조정실장&산림청장&교통부 장관                                                                        | |
| 33대        | 김종호(金宗鎬) | 1980년 9월 9일 ~ 1981년 3월 6일   | 충북 괴산                           | 서울대                     | 충청북도지사&제2무임소 장관&내무부 장관&제11·12·13·14·15·16대 국회의원&민주자유당 정책위원회 의장&국회 부의장                    | |
| 제 5 공화국 | 34대           | 손재식(孫在植)                    | 1981년 4월 8일 ~ 1982년 1월 5일     | 경남 밀양                  | 서울대 | 부산직할시장&경기도지사&국토통일원 장관&민주평화통일자문회의 사무총장&한국지방행정연구원장                                                                 |
| 제 5 공화국 | 35대           | 이춘구(李春九)                    | 1982년 1월 5일 ~ 1984년 10월 10일   | 충북 청원                  | 육사 | 내무부 장관&사회정화위원회 위원장&제11·12·13·14대 국회의원&민주자유당 최고위원&신한국당 대표 최고위원                                                      |
| 제 5 공화국 | 36대           | 김창식(金昶植)                    | 1984년 10월 10일 ~ 1985년 2월 19일  | 전남 강진                  | 국민대 | 전라남도지사&총무처 차관&교통부 장관&소청심사위원회 위원장&민주평화통일자문회의 사무총장                                                                   |
| 제 5 공화국 | 37대           | 이규효(李圭孝)                    | 1985년 2월 19일 ~ 1986년 1월 9일    | 경남 고성                  | 서울대 | 경상남도지사&건설부 차관&건설부 장관&국립공원협회장 |
| 제 5 공화국 | 38대           | 이상희(李相熙)                    | 1986년 1월 9일 ~ 1987년 9월 14일    | 경북 성주                  | 고려대 | 대구직할시장&경상북도지사&산림청장&내무부 재정국장·행정국장·기획관리실장&건설부 장관&내무부 장관                                                           |
| 제 5 공화국 | 39대           | 송언종(宋彦鍾)                    | 1987년 9월 14일 ~ 1988년 2월        | 전남 고흥                  | 서울대 | 광주직할시장&전라남도지사&체신부 장관 |
| 노태우 정부 | 40대           | 송언종(宋彦鍾)                    | 1988년 3월 4일 ~ 1988년 5월 19일    | 전남 고흥                  | 서울대 | 광주직할시장&전라남도지사&체신부 장관 |
| 노태우 정부 | 41대           | 김영진(金榮珍)                    | 1988년 5월 19일 ~ 1989년 7월 19일   | 강원 원주                  | 서울대 | 강원도지사&제14·15대 국회의원 |
| 노태우 정부 | 42대           | 이상배(李相培)                    | 1989년 7월 19일 ~ 1990년 3월 20일   | 경북 상주                  | 서울대 | 경상북도지사&서울특별시장&대통령비서실 행정수석비서관 내무부 차관보&총무처 장관&정부공직자윤리위원회 위원장&제15·16·17대 국회의원&한나라당 정책위원회 의장 |
| 노태우 정부 | 43대           | 노건일(盧健一)                    | 1990년 3월 20일 ~ 1991년 2월 18일   | 경기 경성 (현 서울)        | 서울대 | 충청북도지사&대통령비서실 행정수석비서관&산림청장&교통부 장관                                                                                              |
| 노태우 정부 | 44대           | 최인기(崔仁基)                    | 1991년 2월 18일 ~ 1993년 3월 3일    | 전남 나주                  | 서울대 | 전라남도지사&광주직할시장&대통령비서실 사정비서관&행정자치부 장관&제17·18대 국회의원&통합민주당 최고위원                                                   |
| 김영삼 정부 | 45대           | 최인기(崔仁基)                    | 1993년 3월 3일 ~ 1993년 12월 27일   | 전남 나주                  | 서울대 | 전라남도지사&광주직할시장&대통령비서실 사정비서관&행정자치부 장관&제17·18대 국회의원&통합민주당 최고위원                                                   |
| 김영삼 정부 | 46대           | 이효계(李孝桂)                    | 1993년 12월 27일 ~ 1994년 12월 26일 | 전남 여수                  | 숭실대 | 광주광역시장&전라남도지사&국무총리비서실장&내무부 기획관리실장·차관보&농림부 장관&한국토지공사 사장                                                        |
| 김영삼 정부 | 47대           | 김무성(金武星)                    | 1994년 12월 26일 ~ 1995년 9월 21일  | 경남 부산 (현 부산 남구)   | 한양대 | 대통령비서실 민정수석비서관&제15·16·17·18대 국회의원&한나라당 최고의원&국회 재정경제위원회 위원장                                                          |
| 김영삼 정부 | 48대           | 정태수(鄭泰洙)                    | 1995년 9월 21일 ~ 1997년 3월 6일    | 경남 진주                  | 부산대 | 내무부 지방세재국장·차관보&지방행정연수원장 |
| 김영삼 정부 | 49대           | 이근식(李根植)                    | 1997년 3월 6일 ~ 1998년 3월 3일     | 경남 고성                  | 서울대 | 대통령비서실 일반행정비서관&행정자치부 장관&제17대 국회의원&한국감정원장                                                                                   |

### 내무부 차관보
| 정부        | 대수 | 이름           | 임기                              | 출신지 | 출신학교 | 비고 |
| ----------- | ---- | -------------- | --------------------------------- | ------ | -------- | ---- |
| 제 1 공화국 | 초대 | 강석천(姜錫天) | 1948년 8월 10일 ~ 1949년 1월 12일 |        |          |      |
| 제 1 공화국 | 2대  | 장경근(張璟根) | 1949년 1월 12일 ~ 1949년 4월 10일 |        |          |      |

#### 내무부 지방차관보
| 공화국      | 대수 | 이름           | 임기                          | 출신지                     | 출신학교        | 비고 |
| ----------- | ---- | -------------- | ----------------------------- | -------------------------- | --------------- | --- |
| 제 4 공화국 | 초대 | 김무연(金武然) | 1977년 12월 30일 ~ 1978년 2월 | 경북 안동                  | 일본 다쿠쇼쿠대 | 대구시장&강원도지사&경상북도지사&내무부 지방국장                                                           |
| 제 4 공화국 | 2대  | 김종호(金宗鎬) | 1978년 2월 ~ 1979년 12월      | 충북 괴산                  | 서울대          | 충청북도지사&내무부 차관&내무부 장관&제11·12·13·14·15·16대 국회의원&민주자유당 정책위원회 의장&국회 부의장 |
| 제 4 공화국 | 3대  | 최종호(崔鍾鎬) | 1980년 1월 ~ 1980년 8월       | 경북 칠곡                  | 경북대          | 경상남도지사&부산직할시장&국가보훈처장&내무부 기획관리실장                                                 |
| 제 4 공화국 | 4대  | 정채진(鄭埰鎭) | 1980년 8월 ~ 1981년 6월       | 경북 대구 (현 경북과 분리) | 경북대          | 경상북도지사&대구직할시장&산림청장                                                                         |
| 제 4 공화국 | 5대  | 김태호(金泰鎬) | 1981년 6월 ~ 1982년 1월       | 경남 울산 (현 경남과 분리) | 서울대          | 지방행정연수원장&내무부 장관                                                                               |

#### 내무부 차관보
| 공화국      | 대수           | 이름                    | 임기                     | 출신지    | 출신학교                                                                                    | 비고 |
| ----------- | -------------- | ----------------------- | ------------------------ | --------- | ------------------------------------------------------------------------------------------- | --- |
| 제 5 공화국 | 초대           | 김형배(金亨培)          | 1982년 1월 ~ 1982년 5월  |           |                                                                                             | 강원도지사&내무부 기획관리실장 |
| 제 5 공화국 | 2대            | 전석홍(全錫洪)          | 1982년 6월 ~ 1984년 10월 | 전남 영암 | 서울대                                                                                      | 광주시장&전라남도지사&국가보훈처장&내무부 지방재정국장&내무부 지방행정국장&제15대 국회의원                                                |
| 제 5 공화국 | 3대            | 이상배(李相培)          | 1984년 10월 ~ 1986년 1월 | 경북 상주 | 서울대                                                                                      | 경상북도지사&서울특별시장&대통령비서실 행정수석비서관&환경청장&내무부 차관&총무처 장관&정부공직자윤리위원회 위원장&제 15·16·17대 국회의원 |
| 제 5 공화국 | 4대            | 홍석표(洪析杓)          | 1986년 1월 ~ 1986년 9월  |           |                                                                                             | 전라북도지사&내무부 기획관리실장 |
| 제 6 공화국 | 4대            | 홍석표(洪析杓)          | 1986년 1월 ~ 1986년 9월  |           |                                                                                             | 전라북도지사&내무부 기획관리실장 |
| 5대         | 최인기(崔仁基) | 1986년 9월 ~ 1988년 5월 | 전남 나주                | 서울대    | 광주직할시장&전남도지사&내무부 차관&행정자치부 장관&제17·18대 국회의원                      | |
| 6대         | 박성달(朴成達) | 1988년 5월 ~ 1989년 1월 |                          |           | 대구직할시장&청와대 민정비서관                                                              | |
| 7대         | 이효계(李孝桂) | 1989년 1월 ~ 1990년 6월 | 전남 여수                | 숭실대    | 숭실대 총장&광주직할시장&국무총리비서실장&내무부 기획관리실장&내무부 차관&한국토지공사 사장 | |
| 8대         | 이판석(李判石) | 1990년 6월 ~ 1992년 1월 | 경북 칠곡                |           | 경상북도지사&내무부 소방국장&내무부 기획관리실장&지방행정연수원장                           | |
| 9대         | 한명환(韓明煥) | 1992년 1월 ~ 1992년 4월 |                          |           | 대구직할시장                                                                                | |
| 10대        | 윤세달(尹漢道) | 1992년 4월 ~ 1993년 3월 |                          |           | 경상남도지사&경기도지사&내무부 기획관리실장&지방행정연수원장                                | |
| 문민 정부   | 11대           | 임경호(林敬鎬)          | 1993년 3월 ~ 1994년 3월  |           |                                                                                             | 경기도지사&지방행정연수원장&지방행정연구원장&지방의회발전연구원장                                                                         |
| 문민 정부   | 12대           | 김기재(金杞載)          | 1994년 3월 ~ 1994년 9월  | 경남 하동 | 고려대                                                                                      | 부산직할시장&내무부 기획관리실장&행정자치부 장관&지방행정연수원장&제15·16대 국회의원                                                      |
| 문민 정부   | 13대           | 정태수(鄭泰洙)          | 1994년 9월 ~ 1995년 9월  | 경남 진주 | 부산대                                                                                      | 지방행정연수원장&내무부 차관 |
| 문민 정부   | 14대           | 석영철(石泳哲)          | 1995년 9월 ~ 1997년 3월  | 충북 제천 | 고려대                                                                                      | 소방방재청장&내무부 기획관리실장&행정자치부 차관&지방행정연수원장&대한지방행정공제회 이사장                                               |
| 문민 정부   | 15대           | 양종석(梁鍾釋)          | 1997년 3월 ~ 1998년 3월  |           |                                                                                             | 내무부 기획관리실장 |